# Diplotaxini
Diplotaxini is een tribus uit de familie van bladsprietkevers (Scarabaeidae). 

## Taxonomie
De volgende geslachten en soorten zijn bij de tribus ingedeeld:
- Diplotaxis Kirby, 1837